# Abiphis candezei
Abiphis candezei is een keversoort uit de familie van de kniptorren (Elateridae). De wetenschappelijke naam van de soort is voor het eerst geldig gepubliceerd in 1896 door Charles Alluaud.